# 御道口牧场管理区
御道口牧场管理区是中国河北省承德市下辖的一个行政管理区，位于围场满族蒙古族自治县境内。
御道口牧场原是清代皇家木兰围场的一部分，所在即木兰围场坝上地区。康熙帝曾在牧场境内的如意河口练兵。中华人民共和国时期，在此设立河北省国营御道口牧场。所辖地区以承德御道口草原森林风景区之名，列为中华人民共和国文化和旅游部的国家4A级旅游景区。亦是国家风景名胜区——承德避暑山庄及其周围寺庙的一个分区。2017年，承德市成立御道口牧场管理区。2023年时，国家统计局网站中，所辖地区以国营御道口牧场之名列为围场满族蒙古族自治县下辖的一个类似乡级单位。

## 地理

### 地貌
御道口牧场海拔1230米至1820米，属寒温带大陆性季风型高原气候，地貌属典型的波状高原，年平均气温5℃。东部、北部与河北省塞罕坝机械林场相连，西部与内蒙古自治区多伦县接壤，南部与围场满族蒙古族自治县御道口镇毗邻。
牧场总面积一千平方公里。或称总面积137.7万亩，其中，有林面积达81万亩，草场65.8万亩。百亩以上淡水湖21个，优质矿泉47处，大小河流13条。草原植被主要类型为草甸草原，植物种类有50多科，400多种。2010年至2017年，治理草地沙化和潜在沙化面积达10万亩，近20万亩湿地得到有效保护，全场森林覆盖率达到54.2%。

### 行政区划
国家统计局网站中，国营御道口牧场下辖以下地区：
御道口牧场虚拟生活区。
实务中，地址或称御道口牧场某某小区，无村級行政區。

## 管辖机构
1950年，以此地创建国营牧场，为国有中型农垦企业，时属热河省农业厅。当在热河省并入河北省后，称河北省国营御道口牧场。1974年至1980年，隶属河北省政府农林局。1980年至2003年，隶属河北省政府农垦局。
2016年，御道口牧场做为作为农垦改革试点单位，进行集团化改革、分离办社会职能等10项改革试点任务。2017年1月，承德市人民政府正式挂牌设立御道口牧场管理区，组建管理区工作委员会和管理委员会，分别为承德市委、市政府的派出机构，对辖区行使管理、监督、协调、服务职能。时任御道口牧场管理区书记祁军。
2018年9月，中共承德市委、市政府批复了《河北省国营御道口牧场集团化改革方案》、《承德御道口农垦实业集团有限公司组建实施方案》。保留河北省国营御道口牧场和御道口林场两块牌子，组建承德御道口农垦实业集团有限公司。2018年底，完成公司注册。